# Calyptrophora wyvillei
Calyptrophora wyvillei is een zachte koraalsoort uit de familie Primnoidae. De koraalsoort komt uit het geslacht Calyptrophora. Calyptrophora wyvillei werd in 1885 voor het eerst wetenschappelijk beschreven door Wright. 